# Blågårds Plads
 Der er for få eller ingen kildehenvisninger i denne artikel, hvilket er et problem. Du kan hjælpe ved at angive troværdige kilder til de påstande, som fremføres i artiklen.

Blågårds Plads ligger ved Blågårdsgade i den Den sorte firkant. Hele den forsænkede plads som er indrammet af en mur med 22 granitfigurer, er 30 x 50 meter lang og belagt med fliser. Stedet har en lang historie og har udviklet sig fra at være en græsmark, en slotshave, et jernstøberi til endeligt at være et rekreativt urbant område. 

## Historie
Indtil for 300 år siden, da det nuværende Nørrebro lå udenfor Københavns volde, og dermed Københavns by, var pladsen blot en græsmark, men i 1706 overtog kong Frederik 4.s bror prins Carl landstedet Blågården. Carl opførte et barokt lystslot på stedet med pavillioner og lysthuse i en kunstfærdig park. Slottet blev udstyret med et blåligt tag, hvorfra egennavnet Blaagaarden stammer fra. I 1780 blev Blågården ombygget til klædemanufaktur og fra 1791 anvendt til landets første lærerseminarium, Blågårds Seminarium. 
Under og efter det engelske bombardement af hovedstaden i 1807 blev Blågården benyttet som lazaret. Senere blev lystslottet renoveret og i en periode brugt som skuespillehus, det første Nørrebro Teater (Blaagaard Theater), fra 1828, men i 1833 brændte slotsbygningen ned. Herefter opkøbte Mathias A. Heegaard området og fik etableret et jernstøberi. 
Med industrialiseringen, urbaniseringen og voldenes fald bliver København udvidet markant, og tæt bebyggelse blev opført omkring jernstøberiet i 1870-80’erne. 
Omkring århundredeskiftet flyttede Heegaard sit jernstøberi, og i 1898 opkøbte Københavns Kommune området med det formål at give mere plads og luft i byrummet i det ellers tæt bebyggede kvarter. I 1902 anlagde kommunen en åben gruset plads indrammet af lindetræer.
Ti år efter anlæggelsen af Blågårds Plads fik kommunens kulturfond og arkitekt Ivar Bentsen idéen til at udsmykke pladsen. I samarbejde med arkitekt Ivar Bentsen blev det billedhuggeren Kai Nielsen, som skabte rammerne for den nye plads. I 1913 vedtog byrådet projektet som kunstværk med et særligt udvalgt tema, der passede til området og tiden: arbejdernes hårde liv. Mellem den forsænkede plads og fortovet sættes en lav mur i granit med 22 skulpturer, der er i fuld gang med hver deres respektive arbejde. Muren brydes af indgange i hvert hjørne af pladsen, og på pladsens nordøstlige langside er der også to opgange til et podium. Figurerne har følgende motiver: ”Fiskerkone”, ”Fyraften” (symboliseret ved en harmonikaspiller), ”Fisker”, ”Smed”, ”Snedker” og ”Gartner”, ”Brolægger”, ”Bager”, ”Skrædder”, ”Stenhugger”, ”Bødker”, ”Murer”, ”Skomager”, ”Slagter”, ”Middag” og ”Grønthandlersken”. Det bemærkelsesværdige er, at barnemotivet går igen i alle figurerne samt omkring talerstolen og ved trapperne. Granitten antyder en hjemlighed og en fasthed, som er med til at give et kraftfuldt udtryk af de hårdtarbejdende mennesker – der har altså været en klar hensigt med opførelsen af figurerne. 
Grundlæggende har der været tre intentioner bag skabelsen af Blågårds Plads: 
1. Den forsænkede del af pladsen var først og fremmest tænkt og indrettet som en plads, hvor der kunne afholdes folkemøder, folkeforsamlinger og lignende foretagender.
2. Granitfigurerne var også tænkt som en demokratisk udsmykning for kvarterets arbejdere og børn. Eller som Kai Nielsen selv udtrykte det inden afsløringen i 1918: ”En Plads for menneskeligt Liv og med Skulptur, der udtrykker menneskeligt Liv.”
3. Pladsens monumentale udsmykning var ikke bare ment som pynt, men også skabt til at klatre på og blive brugt.

Blågårds Plads blev hermed et forbillede for funktionel kunst, men også et sjældent kunstværk om arbejderne til den brede offentlighed. Dog var der i offentligheden mange delte meninger om hvilke signalværdier figurerne udtrykte. Nogen kritiserede skulpturerne for at fremstille en borgerlig-romantisk forestilling om hvilken slags kunst arbejderne virkelig havde brug for. Andre mente, at de sammenkrøbne figurer udtrykte håbløshed og underkastelse, hvor de egentlig burde have udtrykt monumentalitet og forherligelse af den nye, bevidste arbejderklasse. Derfor findes der også øgenavne til pladsen såsom ”Stenødet” og ”Slavepladsen”. 
Knud Bokkenheuser fastslog f.eks. i sin samtidige bog om Nørrebro: 
| Citat | ”Et værre Rædselskabinet kan man ikke tænke sig med dets forvredne og forhuggede Figurer” | Citat |
|       |                                                                                           |       |

Poul Henningsen roste derimod pladsen som moderne skulpturs og arkitekturs foreløbig ”eneste storslåede og gennemførte Resultat på Byens Gader og Torve.”
Selvom der har været delte opfattelser om figurerne, har mange mennesker i dag et venskabeligt forhold til pladsen – især dem, der dagligt interagerer med den. 

- Fyraften
- Middag
- Grønthandlersken
- Murer

## Blågårds Plads i dag
I dag fungerer pladsen efter de grundlæggende intentioner. Dens omgivelser var kendt som Nørrebros "sorte firkant", der i stor grad blev revet under byfornyelsen i 1970'erne og 80'erne. Byggeaffaldet blev anvendt ved opbygningen af Herstedhøje.
Pladsen har stadig en befriende funktion midt i det tætte, hektiske og dynamiske byliv. Af denne grund blev pladsen også fredet i 1998. For halvtreds år siden var pladsen kendt for at være et sted for drankere, og en overgang i 1970'erne var den hyppigt brugt af narkomaner og pushere. Den tid er forbi nu. I dag indgår lokale beboere aktivt med pladsen til diverse formål. Om sommeren er der ofte petanque, boldspil, koncerter, fester og andre arrangementer, hvor man om vinteren bruger den forsænkede plads som skøjtebane. Man kan endda stadigvæk se børn klatre på Kai Nielsens berømte figurer.